# Chaetodipus dalquesti
Chaetodipus dalquesti là một loài động vật có vú trong họ Chuột kangaroo, bộ Gặm nhấm. Loài này được Roth mô tả năm 1976.